# Блажко, Сергей Николаевич
Серге́й Никола́евич Блажко́ (1870—1956) — русский и советский астроном, профессор Московского университета, член-корреспондент АН СССР.

## Биография
Родился 5 (17 ноября) 1870 года в Хотимске (ныне Могилёвская область, Белоруссия). Там же в 1880 году окончил народное училище, в 1888 году — Смоленскую гимназию. Окончил Московский университет в 1892 году, с 1894 года работал в обсерватории университета, с 1918 года профессор, с 1929 года член-корреспондент АН СССР. В 1920—1931 годах директор обсерватории Московского университета, в 1931—1937 годах заведовал кафедрой астрономии, в 1937—1953 годах — кафедрой астрометрии МГУ.
Работы Блажко посвящены исследованию переменных звёзд и практической астрономии. С 1895 систематически фотографировал звёздное небо с целью обнаружения переменных звезд, чем положил начало богатой коллекции «стеклянной библиотеки» Московской обсерватории. Впервые проанализировал влияние потемнения к краю диска звезды на форму кривой блеска и на определение элементов орбиты, указал метод учёта этого эффекта. Обнаружил изменения периодов и формы кривой блеска ряда короткопериодических переменных звёзд типа RR Лиры; эти явления названы «эффектом Блажко».
В 1904 году аппаратурой собственной конструкции одним из первых в мире сфотографировал спектры двух метеоров и дал правильное их толкование. Предложил новый метод обнаружения малых планет (1919). Участвуя в наблюдении полного солнечного затмения (1914), прибором собственной конструкции сфотографировал солнечную корону в поляризованном свете. Автор ряда оригинальных конструкций — таких, как бесщелевой звездный спектрограф, прибор для обнаружения переменных звёзд на астронегативах (блинк-микроскоп), приспособления в меридианных инструментах для ослабления блеска при наблюдениях моментов прохождений звёзд, специальная лупа для отсчитывания разделённых кругов и другие.
В годы Великой Отечественной войны Блажко руководил работой особого вычислительного бюро, выполнявшего оборонные задания в условиях эвакуации. Под его руководством, в частности, велось составление «Таблиц восхода и захода Солнца и Луны», предназначенных для штурманской службы бомбардировочной авиации дальнего действия. Таблицы рассчитывались на каждый день для 45 пунктов, расположенных западнее 90° восточной долготы и охватывавших театры военных действий на всех фронтах и многие города в тылу врага.
Автор неоднократно переиздававшихся учебников:
- «Курс практической астрономии»
- «Курс общей астрономии»
- «Курс сферической астрономии»

Скончался 11 февраля 1956 года. Похоронен в Москве на Ваганьковском кладбище (3 уч.), недалеко от его учителей и коллег, выдающихся русских астрономов В. К. Цераского и П. К. Штернберга.

## Награды и премии
- два ордена Ленина (в том числе 11.07.1944)
- два ордена Трудового Красного Знамени (в том числе 10.06.1945)
- медали
- Сталинская премия второй степени (1952) — за учебники «Курс сферической астрономии» (1948) и «Курс практической астрономии» (1951)
- заслуженный деятель науки РСФСР (1934)

Его имя занесено на карту Луны (имя Блажко носит один из лунных кратеров) и астероид №2445.